# Gowdeyana punctifer
Gowdeyana punctifer is een vliegensoort uit de familie van de Stratiomyidae. De wetenschappelijke naam van de soort is voor het eerst geldig gepubliceerd in 1915 door Malloch.